# Qaleybuğurd
Qaleybuğurd è un comune dell'Azerbaigian situato nel distretto di Şamaxı. Conta una popolazione di 807 abitanti.